# Wieruszew
Wieruszew – wieś w Polsce położona w województwie wielkopolskim, w powiecie konińskim, w gminie Kazimierz Biskupi.
W latach 1975–1998 miejscowość administracyjnie należała do województwa konińskiego.
W 1977 r. uruchomiono na terenie Wieruszewa zakład ogrodniczy ze szklarniami, o powierzchni 6 ha, który funkcjonuje do dziś.
W 2017 r. miejscowość zajęła pierwsze miejsce w konkursie na najbardziej zadbaną wieś w gminie Kazimierz Biskupi.

## Demografia
| Opis                                | Ogółem | Ogółem | Kobiety | Kobiety | Mężczyźni | Mężczyźni |
| ----------------------------------- | ------ | ------ | ------- | ------- | --------- | --------- |
| Jednostka                           | osób   | %      | osób    | %       | osób      | %         |
| Populacja                           | 501    | 100    | 252     | 50,3    | 249       | 49,7      |
| Wiek przedprodukcyjny (0–17 lat)    | 119    | 23,75  | 55      | 10,98   | 64        | 12,77     |
| Wiek produkcyjny (18–65 lat)        | 304    | 60,68  | 151     | 30,14   | 153       | 30,54     |
| Wiek poprodukcyjny (powyżej 65 lat) | 78     | 15,57  | 46      | 9,18    | 32        | 6,39      |